# U-41
O Unterseeboot U-41 foi um U-boot tipo IXA da Kriegsmarine da Alemanha Nazi que operou durante a Segunda Guerra Mundial. Ele conduziu três patrulhas de guerra durante a sua curta carreira, duas como parte da 6. Unterseebootsflottille (6.ª Flotilha) e uma como parte da 2.ª Flotilha. O U-41 também afundou cinco navios inimigos, totalizando 22 815 toneladas de arqueação bruta (TAB) e capturou mais dois para um total de 2 073 TAB e danificou um outro de 8 096 TAB.
No dia 5 de fevereiro de 1940, depois de afundar dois navios mercantes inimigos, o U-41 foi atingido por cargas de profundidade do contratorpedeiro britânico classe A HMS Antelope e foi afundado na costa sul da Irlanda. Todos os 49 membros da sua tripulação afundaram com o submarino.

## Construção
O U-41 foi encomendado pela Kriegsmarine no dia 21 de novembro de 1936 (como parte do Plano Z e em violação do Tratado de Versalhes). A sua quilha foi batida a 27 de novembro de 1937 pela AG Weser, de Bremen, com o número de estaleiro 946. Ele foi lançado a 28 de janeiro de 1939 e comissionado a 22 de abril do mesmo ano sob o comando de Oberleutnant zur See Gustav-Adolf Mugler.

## Projeto
Como um dos oito submarinos originais alemães do tipo IX, mais tarde designado IXA, o U-41 teve um deslocamento de 1 032 toneladas quando na superfície e 1 153 toneladas quando submerso. O U-boot tinha um comprimento total de 76,50 metros, um comprimento casco de pressão de 58,75 metros, uma boca de 6,51 metros, uma altura de 9,40 metros, e um calado de 4,70 metros. O submarino era movido por dois motores a diesel MAN M 9 V 40/46 com supercompressor, quatro tempos e nove cilindros produzindo um total de 3240 kW para uso na superfície e dois motores elétricos de dupla acção Siemens-Schuckert 2 GU 345/34, produzindo um total de 740 kW para uso enquanto submerso. Ele tinha duas hastes e duas hélices de 1,92 metros. O submarino era capaz de operar em profundidades de até 230 metros.
O submarino tinha uma velocidade máxima de superfície de 33,7 quilómetros por hora e uma velocidade máxima submersa de 14,3 km/h. Quando submerso, o submarino podia operar por 120-144 quilómetros a 7,4 km/h; quando emergisse, ele poderia viajar cerca de 19 400 quilómetros a 19 km/h. O U-41 foi equipado com seis tubos de torpedo de 53,3 centímetros (quatro instalados na proa e dois na popa), 22 torpedos, um canhão naval de 10,5 centímetros SK C/32, 180 munições, um canhão de 3,7 cm SK C/30, e também um canhão antiaéreo de 2 cm C/30. O submarino era operado por uma tripulação de quarenta e oito elementos.

## Histórico de serviço
Durante o seu serviço na Kriegsmarine o U-41 afundou cinco navios mercantes, num total de 22 815 toneladas de arqueação bruta (TAB), danificou um navio mercante de 8096 TAB e capturou dois navios totalizando 2 073 TAB.

### 1.ª patrulha
O U-41 deixou Wilhelmshaven no dia 19 de agosto de 1939, antes do início da Segunda Guerra Mundial, com o então Oblt. Gustav Adolf-Mugler no comando. A sua primeira patrulha envolveu viajar para o sul até Portugal, depois de entrar no Mar do Norte e circum-navegar as Ilhas Britânicas. Durante esta patrulha, foram capturados dois navios: o finlandês Vega, de 974 toneladas, e o Suomen Poika, de 1 099 toneladas. O U-41 então retornou a Wilhelmshaven, chegando no dia 17 de setembro de 1939.

### 2.ª Patrulha
O U-41 deixou Wilhelmshaven com Mugler no comando mais uma vez no dia 7 de novembro de 1939. No dia 12 de novembro, tanto o navio britânico Cresswell, de 275 toneladas, quanto o navio norueguês Arne Kjøde, de 11 019 toneladas, foram afundados por torpedos. O navio mercante britânico de 1 351 toneladas Darino afundaria também no dia 19. O último navio inimigo a ser afundado pelo U-41 foi o navio francês Les Barges II. Ele deslocava um total de 296 toneladas e foi afundado por um único torpedo no dia 21 de novembro. O submarino então retornou ao porto a 7 de dezembro de 1939.

### 3.ª patrulha
O U-41 deixou o porto de Heligolândia a 27 de janeiro de 1940 com Mugler ainda no comando. Durante a sua patrulha final, um navio inimigo foi afundado e outro foi danificado; ambos os ataques ocorreram a 5 de fevereiro. O primeiro navio atingido foi o navio-tanque holandês Ceronia de 8 096 toneladas. O Ceronia foi danificado e o navio mercante britânico de 9 874 toneladas Beaverburn foi afundado. No entanto, o U-41 não voltou ao seu porto de origem, tendo sido afundado no mesmo dia.

### Destino
Após os ataques ao holandês Ceronia e ao britânico Beaverburn a 5 de fevereiro de 1940, o U-41 foi atacado pelo contratorpedeiro britânico classe A HMS Antelope com cargas de profundidade. Ele foi atingido e afundado na costa sul da Irlanda. Todos os 49 membros da sua tripulação perderam-se com o submarino durante o ataque.

## Resumo do historial de ataque
| Data                   | Navio         | Nacionalidade | Tonelagem | Destino    |
| ---------------------- | ------------- | ------------- | --------- | ---------- |
| 16 de setembro de 1939 | Suomen Poika  | Finlândia     | 1 099     | Capturado  |
| 16 de setembro de 1939 | Vega          | Finlândia     | 974       | Capturado  |
| 12 de novembro de 1939 | Arne Kjøde    | Noruega       | 11 019    | Afundado   |
| 12 de novembro de 1939 | Cresswell     | Reino Unido   | 275       | Afundado   |
| 19 de novembro de 1939 | Darino        | Reino Unido   | 1 351     | Afundado   |
| 21 de novembro de 1939 | Les Barges II | França        | 296       | Afundado   |
| 5 de fevereiro de 1940 | Beaverburn    | Reino Unido   | 5 375     | Afundado   |
| 5 de fevereiro de 1940 | Ceronia       | Países Baixos | 8 096     | Danificado |